# 魔力宝贝II
《魔力寶貝2》是由Ponsbic製作、史克威爾艾尼克斯出品的大型Q版3D角色扮演網絡遊戲。遊戲故事背景與前作《魔力寶貝（Cross Gate）》緊密相聯，遊戲設定也與前作有較多延續。
遊戲採用部分道具收費的方式運營。中國大陸由久游代理運營，香港澳門由匯思數碼代理營運，台灣則由宇峻奧汀代理營運，史克威爾艾尼克斯中國（SEC）提供技術支持。遊戲以“不是‘勇者’的我們，一樣可以做到。”為主旨。

## 人物

遊戲中的34個可選人物

包括從前作（不含大宇自製資料片「砂的記憶與覺醒的光」）繼承的28個人物和6個全新人物。

### 從前作繼承的人物
| 男 | 辛   | 伯克 | 菲特 | 卡茲 | 凱 | 托布 | 瓦烏 | 謝堤 | 彼特 | 左藏     | 尼爾森 | 貝堤特 | 蘭斯洛特 | 威斯凱爾 |
| 女 | 阿咪 | 卡伊 | 梅古 | 艾露 | 麗 | 萌子 | 烏嚕 | 莎拉 | 綾女 | 福爾蒂雅 | 夏菈   | 萍萍   | 葛蕾絲   | 荷蜜     |

※以上人物名称并未在游戏内出现过，仅见于《魔力寶貝》中国大陆原运营公司网星史克威尔艾尼克斯所发行的游戏软件包附带文字材料及非官方资料网站上。

### 本作新增的人物
| 男 | 魯特 | 卡布爾 | 歐薩克 |
| 女 | 愛娜 | 艾達   | 公主   |

## 台服原味伺服器爭議
− * 宇峻奧汀曾提出將推出日版設定的《魔力寶貝2》原味伺服器，惟直至宇峻奧汀宣佈台灣《魔力寶貝2》正式停止營運仍未推出，此舉惹來大量台灣玩家的不滿，認為宇峻奧汀有欺騙之嫌，聲言將事件向傳媒發表。

## 陸服時間版伺服器
陸服代理商久游網曾於2010年間推出魔力寶貝2時間版(名為冥想巨龍之序曲),在2010年10月29日至11月15日進行公測。此版本收費模式屬於月費時間制-100M幣=180分鐘（即180點），每登陸1分鐘扣除1點。與道具版本的主要差異在遊戲平衡上，某些實用性道具直接通過遊戲獲得,例如：寵物成長烤肉取消,雙生人偶隨號贈送,擴充背包系列道具都可通過任務獲得等;銅卡，銀卡，金卡寵物都沒有攜帶等級要求。 然而，此版本最終在不明原因結束發行。

## 港澳服及台服玩家大量流失的原因
− * 作為《魔力寶貝》的延續，《魔力寶貝2》本應被認為很受玩家喜愛的線上遊戲，但由於港澳服及台服的進行更新的版本乃是陸版代理商久游網自行研發的資料片《阿斯蘭傳說》，導致無法更新日本原廠研發的版本(因2個版本的資料片有所衝突)。由於所更新的資料片《阿斯蘭傳說》被玩家認為欠缺趣味性及引來更嚴重的職業不平衡，導致大量玩家流失。

## 匯思數碼伺服器異常爭議(2014年日版)
− * CB時，匯思數碼開放全球玩家註冊，大量玩家同時湧入遊戲，其間因有大量幣商出現，導致伺服器無法負荷而維修了幾次。因為是CB所以玩家大多選擇留下，並且港台玩家因大陸用戶數量龐大，認為影響他們正常遊戲，所以建議匯思數碼封鎖大陸IP。

− * 封測結束三天後，匯思數碼宣布於2014年5月28日下午03點正式開始公開測試，卻延遲至當日晚上09點才開放，而且沒有封鎖大陸IP，許多玩家使用”SANDBOX”非法多開，導致其他玩家開始出現異常斷線、延遲等問題。匯思數碼於2天後才公佈維修，並進行承載量提升作業。維修後大多的玩家依然無法登入，同時匯思數碼幾乎將所有問題皆以「再與原廠討論」為由拖延時間，避重就輕，使得玩家非常憤怒，導致部分玩家選擇出走《魔力寶貝2》。

### 問題時間表
2014年5月29日　伺服器出現異常，延遲、斷線問題。

2014年5月30日　維修後，出現無法連線、斷線問題。

2014年6月1日　維修後，出現嚴重連線錯誤。

2014年6月2日　維修後，出現角色卡在線上無法登入問題(卡登)。

2014年6月3日　維修後，系統穩定度恢復一些，但是伺服器承載量過低，導致眾多玩家無法進入遊戲。

2014年6月4日　維修內容為修正導致伺服器崩潰的重大問題、增加了全分流的最高可承載人數，維護11小時亦無法登入。
  
2014年6月5日　維修後，伺服器再度出現異常斷線的問題，重新連線時，出現角色卡在線上無法登入的問題(卡登)。

2014年6月6日　維修後，角色卡在線上無法登入問題(卡登)解決，但是伺服器承載量依然過低，許多玩家亦是無法進入遊戲。

2014年6月8日　伺服器加開2個分流，承載量依然不敵眾多遊玩人數，依然出現壅塞、(卡登)問題。

2014年6月8日　約凌晨時，伺服器崩潰，全伺服器玩家斷線，以致無法再度連線，官方亦無任何維修公告以及伺服器異常公告。

2014年6月14日　維修後，登入系統出現嚴重缺陷、(卡登)問題，經統計(遊戲某公會)每小時僅3至5人登入，雙生系統高機率出現遊戲錯誤導致強行關閉遊戲。

2014年6月20日　陸續傳出有玩家被盜帳號，匯思網站的會員登入系統完全沒有SSL憑證，導致玩家資料容易被竊取。

2014年6月23日　匯思數位在臉書上說明，玩家的帳號被盜是玩家自己下載非法軟體，因此被盜帳號。（匯思數位在官網加入SSL憑證。）

|  |  |  |

2014年6月28日 無法登入問題(卡登)經過維修後已完全改善。

## 設定

### 戰鬥
戰鬥採用半即時半回合制模式，每次行動需要完成冷卻時間和技能準備時間兩個階段後方可生效，更考驗玩家控制戰鬥節奏的技巧。

### 職業
職業由四大系組成，分別是戰鬥系、魔法系、生產系和特殊系。四大系最初由4個職業組成。

#### 戰鬥職業(日本版本)
| 分類/階級 | 一轉   | 二轉             | 三轉                             |
| --------- | ------ | ---------------- | -------------------------------- |
| 攻擊型    | 士兵   | 戰士 騎士        | 格鬥士 狂戰士 弓箭手 劍士 槍術士 |
| 魔法型    | 魔法師 | 巫師 牧師 魔物使 | 大魔導士 咒術師 主教 賢者 馴獸師 |

#### 生產 / 特殊職業
| 分類/階級 | 一轉   | 二轉               | 三轉                             |
| --------- | ------ | ------------------ | -------------------------------- |
| 生產系    | 生產師 | 狩獵師 創造者      | 遊俠 寶物獵人 鍛造師 大廚 裝飾師 |
| 特殊系    | 自由者 | 遊民 盜賊 符文騎士 | 黑暗騎士 聖堂騎士 學者 醫生 怪盜 |

## 歷史
- 2007年-01月26日　史克威尔艾尼克斯正式发布《魔力寶貝2》

- 2007年-07日18日　在日本正式运营

- 2008年-11月10日　在中国大陆开放性不删档测试，首日同时在线人数突破10万

- 2008年-11月18日　在香港、澳门及台湾宣布取得代理权

- 2008年-12月9日　中国大陆新版本再现【光辉岁月】登场

- 2009年-01月10日　在香港澳门开始限量内测帐号申请活动

- 2009年-01月13日　《魔力寶貝2》新春特别版全“芯”登场

- 2009年-02月17日至26日　大陆版第一次移民：露比+阿鲁巴斯=阿鲁巴斯  沉默之龙+帕鲁凯斯=帕鲁凯斯

凯法+犹大=犹大  盲目之龙+里雍=里雍  巴洛斯+巴克达=巴克达  阿卡斯+佛利波罗=佛利波罗  阿尔杰斯
+李贝留斯=李贝留斯
- 2009年-04月10日　台湾正式运营

- 2009年-04月17日　新版本再现【正邪对决】隆重登场！

- 2009年-04月22日　香港正式运营

- 2009年-04月29日　久游宣布，大陆魔力2法兰新移民共创新家园！

- 2009年-05月4日　大陆版第二次移民：失翼之龙+里雍=里雍  佛利波罗+李贝留斯=李贝留斯  帕布提斯

马+犹大=犹大  巴克达+阿鲁巴斯=阿鲁巴斯
- 2009年-08月4日　改版阿斯兰传说(大陸版本)-中国大陆

- 2009年-07月17日　改版阿斯兰传说(大陸版本)-台湾

- 2009年-08月25日　改版阿斯兰传说(大陸版本)-香港

- 2010年-10月25日　改版冥想巨龙之序曲-中国大陆

- 2010年-12月30日　改版转生系统,开放连击.初舞技能 59级就可以转生重新1等级开始,能力直增加-台湾

- 2012年-04月17日　台湾正式停止运营

- 2012年-12月4日　久游宣布将在2013年2月20日 10点正式停止中国大陆运营

- 2012年-12月26日　日本宣布将在2013年3月27日15点(日本时间)正式停止日本运营

- 2013年-02月20日　中国大陆正式停止运营

- 2013年-03月26日　日本正式停止运营

- 2013年-03月28日　香港正式停止运营

2013年-08月15日　“香港汇思数字”宣布取得SQUARE ENIX日版《魔力寶貝2》“台港澳”独家运营权，
并将版本定名为“罗森贝鲁克学园与7个世界”
- 2013年-12月19日至26日　魔力寶貝2进行联机测试(学园测试版) 下午16:00至晚上24:00

- 2014年-01月6日至07日　魔力寶貝2进行联机测试(学园测试版) 下午16:00至晚上24:00

- 2014年-01月8日至09日　魔力寶貝2进行联机测试(学园实习班) 下午16:00至晚上24:00

- 2014年-01月15日至16日　魔力寶貝2进行联机测试(学园测试版) 下午16:00至晚上24:00

- 2014年-01月17日至18日　魔力寶貝2进行联机测试(学园实习班) 下午16:00至晚上24:00

- 2014年-05月21日至25日　魔力寶貝2進行封閉测试(學園實習班) 全天開放

- 2014年-05月28日　魔力寶貝2進行開放測試(版本名稱：羅森貝魯克學園與7個世界)

- 2014年-07月16日　魔力寶貝2進行首次改版(資料片名稱：孤高之樂園－西爾特)三轉職業，首波登場的包括有「格鬥士」、「狂戰士」、「弓箭手」、「劍士」以及「槍術士」特別系二轉的「遊民」。

- 2014年-10月29日　魔力寶貝2進行第二次改版(資料片名稱：巨蟹逆襲)等級上限將開放至Lv59， R6技能全新職業「馴獸師」、「怪盜」。

- 2015年-04月1日　  魔力寶貝2進行第三次改版(資料片名稱：闇之坑洞－亞留特)等級上限將開放至Lv69， R7技能全新職業「飾品師」。

- 2015年-12月16日　  魔力寶貝2進行第四次改版(資料片名稱：機械之城市－基諾斯)等級上限將開放至Lv79，R8技能。

- 2017年-5月21日    由於與原廠的合約屆滿，《魔力寶貝2》台港澳版將功成身退，並預計於2017年5月21日關閉伺服器。

## 商城扭蛋時裝-查爾特扭蛋機、法蘭扭蛋機
【扭蛋機 時裝介紹】
```
Vol.1 - 2015年6月
```

幻術師套裝、月瀨之翼套裝、兔裝格紋套裝、建御雷神將服套裝、逮捕套裝
```
Vol.2 - 2015年7月
```

戰華光輪套裝、魔光套裝、森巴套裝(配大花阿福羅帽)、飛龍套裝、虎人套裝、狐仙套裝(配搭頭飾系列)、狐仙套裝(配搭帽子系列)
【查爾特扭蛋機 時裝介紹】
```
Vol.3 - 2014年8月
```

炎王套裝、嚮導套裝、貓咪模仿套裝
```
Vol.4 - 2014年9月
```

龍騎士套裝、女戰士套裝、野獸海盜套裝
```
Vol.5 - 2014年10月
```

天星弓和10噸槌(不句括配骷髏套裝及修魯天星套裝)、封印師套裝、英國女兵套裝、美妙套裝
```
Vol.6 - 2014年11月
```

魔女杖、鬼之金棒、瓦爾基麗套裝、魔劍士套裝、魔術學園套裝
```
Vol.7 - 2014年11月
```

燕尾服套裝、束腹洋裝套裝、前衛套裝、重金屬套裝、喵喵學園套裝(男)(女)
```
聖誕Special Ver. - 2014年12月
```

飛龍套裝(復刻)、蓬蓬套裝、毛皮大衣套裝、格紋毛皮大衣套裝、貴婦人套裝、聖誕女郎套裝
【法蘭扭蛋機 時裝介紹】
```
Vol.3 - 2014年8月
```

忍者套裝(劍系列)(投擲武器系列)(盾系列)、指軍官套裝、海賊武器套裝(不含海賊套裝)
```
Vol.4 - 2014年8月
```

鐮刀死神套裝、天使套裝、惡魔套裝
```
Vol.5 - 2014年9月
```

機智問答主持人的麥克風 和 妖精劍(不含機智問答主持人套裝 及 妖精套裝)、男魔導騎士套裝(劍)、女魔導騎士套裝(槍)、
古典套裝(武器組由 小提琴的弓（槍）和 雛鳥小提琴（盾）組成)
```
萬聖節Special Ver. - 2014年10月
```

吸血鬼套裝、幽靈套裝、萬聖節套裝、南瓜服套裝
```
Vol.6 - 2014年11月
```

山栗鼠 和 化緣僧武器套裝、野百合武器套裝、化緣僧套裝、野百合套裝、山栗鼠套裝、凹嗚凹嗚套裝
```
Vol.7 - 2014年12月
```

聖誕老公公的禮物袋 和 冰水晶杖武器套裝、囚衣套裝、休閒套裝、青蛙長袍套裝、天使騎士套裝
```
聖誕Special Ver. - 2014年12月
```

天鵝套裝、公主少女套裝、聖誕麋鹿套裝、女忍者刃刀套裝、女忍者刀鞘套裝、新聖誕老人套裝